# Robert Baratheon
Robert Baratheon es un personaje ficticio de la saga Canción de hielo y fuego del escritor George R. R. Martin. Robert es presentado como el Rey de los Siete Reinos al inicio de la saga y pese a que muere a la mitad del primer libro de la saga, Juego de tronos, se trata de uno de los personajes principales de la obra al ser su muerte el desencadenante de la Guerra de los Cinco Reyes, el principal conflicto de la obra.
En la adaptación televisiva de la HBO, Juego de Tronos, es interpretado por el actor Mark Addy.

## Concepción y diseño

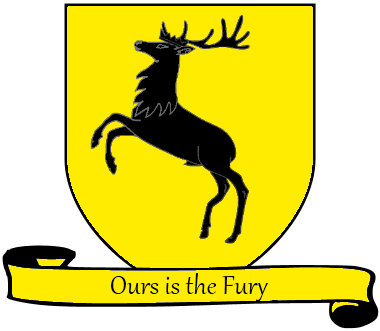
Emblema de la Casa Baratheon y su lema «Nuestra es la furia»

Robert Baratheon es presentado como el Rey de los Siete Reinos al inicio de la saga, un rey indolente que no posee ningún tipo de afecto a su cargo y que únicamente muestra afición por la comida, la bebida, las mujeres y la caza. Debido a esto, Robert delegó la función de gobernar en sus Manos, primero Jon Arryn y después Eddard Stark. Sin embargo, antes de coronarse rey, Robert era considerado un hombre carismático, audaz y valiente además de un formidable guerrero, aunque también calificado como simple, mujeriego e impulsivo. Pero tras subir al trono, Robert se dio a los excesos y comenzó a engendrar multitud de hijos bastardos.
En la vida del rey Robert se distinguen dos etapas: la de soldado y la de rey. Robert era reconocido como un hombre carismático, extrovertido y con una facilidad extraordinaria para hacer amigos, además de particularmente mujeriego; el personaje de Eddard Stark afirmaba que Robert le prometía el mundo a una mujer en la noche y a la mañana siguiente lo olvidaba todo, incluida la mujer. Como rey, Robert se dio a todo tipo de vicios: bebida, comida y mujeres principalmente; por estos excesos, Robert engordó notablemente. Sumido en un matrimonio infeliz y en una vida de excesos, Robert adquirió un carácter tornadizo e irascible.
El actor Mark Addy, que interpreta al rey Robert en la adaptación televisiva de la obra, describe a su personaje: «Robert era ante todo un guerrero, y no heredó la corona; luchó por ella y la consiguió. No ha tenido grandes desafíos y se ha vuelto holgazán. Disfruta bebiendo, cazando, estando con mujeres y viviendo la vida sencillamente.»

El rey Robert, un hombre que creía que ganar una guerra y gobernar eran la misma cosa.
Tywin Lannister sobre Robert

## Historia

### Antes de la saga
La saga de Canción de hielo y fuego comienza en el decimoquinto año de reinado de Robert Baratheon. El rey Robert no nació como rey, sino que pertenecía al linaje de la Casa Baratheon, una de las principales casas nobles de la saga dentro del continente de Poniente. Robert era el señor de Bastión de Tormentas y de las Tierras de Tormentas.
Los primeros años de Robert son narrados a través de terceros y de obras como El mundo de hielo y fuego, la cual expande la historia del universo de la obra. Robert fue el primogénito de Lord Steffon Baratheon, señor de Bastión de Tormentas y de las Tierras de Tormentas, y de Lady Cassana Estermont. Siendo niño, observaría el barco en el que viajaban sus padres naufragar cerca de la costa de Bastión de Tormentas, quedando huérfano junto a sus hermanos pequeños Stannis y Renly. Ante esta situación, Robert fue tomado como pupilo por Jon Arryn, el señor del Nido de Águilas y otro de los más importantes lores de Poniente. Es allí donde trabaría amistad con Eddard Stark, quien también era pupilo de Lord Arryn y el que será su Mano del Rey cuando comience la cronología de la saga. Robert también cayó enamorado de Lyanna Stark, hermana pequeña de Eddard, con quien se comprometió con el visto bueno de su padre.
En el año 278 DC dentro de la cronología de la saga, reinando Aerys II Targaryen, el último de la dinastía Targaryen que gobernó en Poniente, el príncipe Rhaegar Targaryen «secuestró» a Lyanna Stark. El padre y hermano de Lyanna acudieron a la capital, Desembarco del Rey, a demandar justicia al rey Aerys, pero este respondió ordenando ejecutarles de manera brutal. Cuando Aerys exigió a Lord Arryn que entregara también a Robert y Eddard, los tres se levantaron en abierta rebelión contra los Targaryen; a este conflicto se denominó «Rebelión de Robert», debido a que Robert se erigió como pretendiente del Trono de Hierro al ser descendiente de los Targaryen. El conflicto finalizó con la muerte del rey Aerys y del príncipe Rhaegar, y, con el exilio de los Targaryen sobrevivientes. Sin embargo, Lyanna falleció durante la guerra mientras permanecía bajo la custodia del príncipe Rhaegar.
Robert ascendió al trono y se casó con Cersei Lannister, la hija de Lord Tywin Lannister, reconocido como el más rico señor de Poniente y antigua Mano del Rey de Aerys. El matrimonio de Robert y Cersei será uno de los elementos principales de la historia de la saga, debido a que el suyo fue un matrimonio infeliz. Robert no amaba a Cersei y seguía enamorado de la difunta Lyanna; por otro lado, Cersei mantenía una relación incestuosa con su hermano gemelo, Jaime Lannister, con quien tendría tres hijos: Joffrey, Myrcella y Tommen, si bien, oficialmente, eran hijos de Robert y nunca se supo la verdad de lo acontecido, ni siquiera el rey.

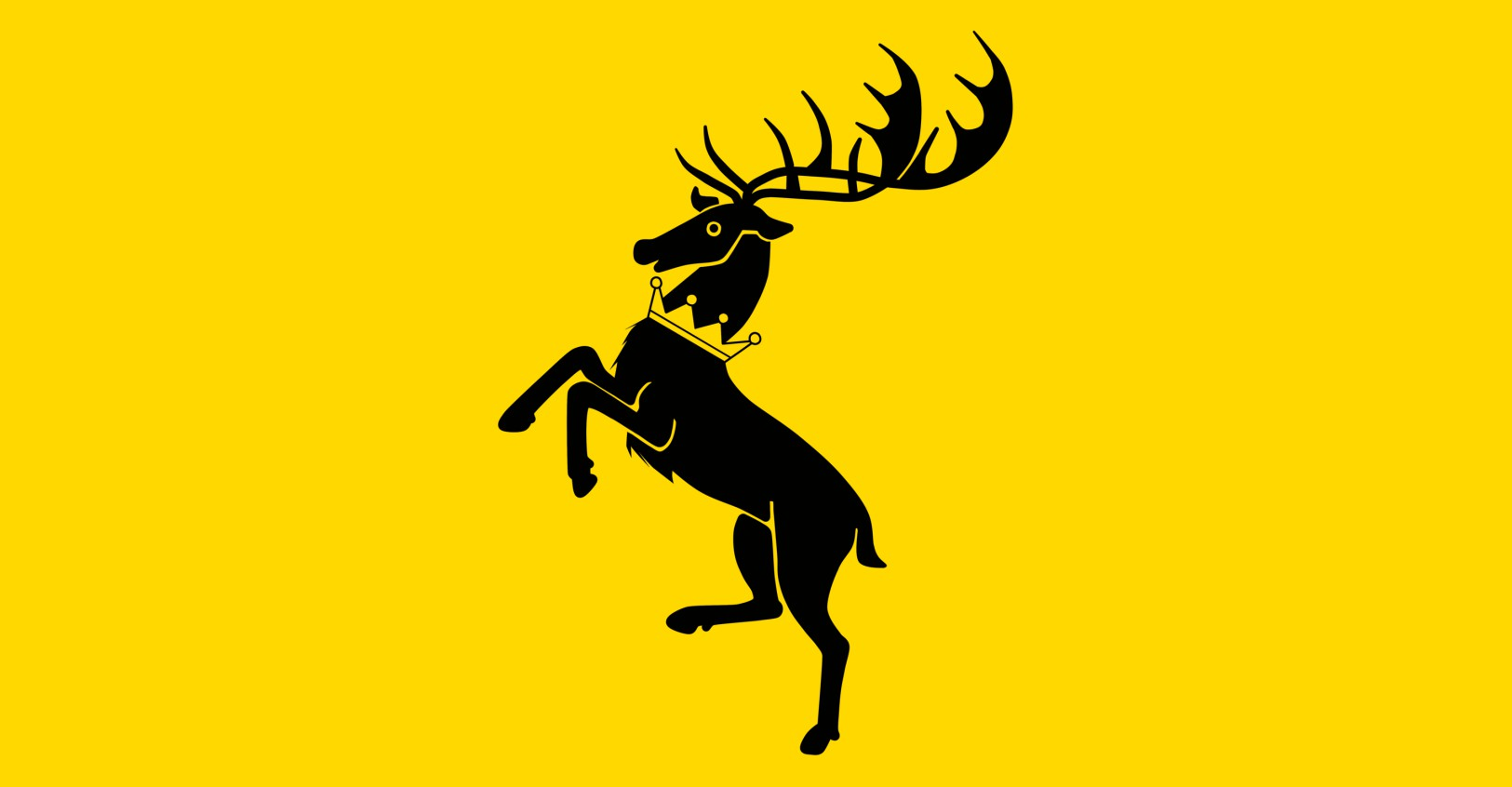
Venado coronado de Robert.

A lo largo de la obra se revela que Robert no gozaba de ningún interés por gobernar. Nombró como su Mano del Rey a Jon Arryn, quien se encargó de regir los reinos mientras Robert se dedicaba a los placeres más mundanos y engendraba bastardos, descuidando completamente las tareas de gobierno y al dispendio económico en fiestas, banquetes y torneos.

Robert nunca fue el mismo después de ponerse esa corona. Algunos hombres son como espadas, están hechos para la lucha. Cuélgalos y se oxidarán.
Donal Noye a Jon Nieve sobre Robert

### Juego de tronos
La saga se inicia con la súbita muerte de Jon Arryn. En los primeros capítulos, protagonizados por Eddard Stark, Robert acude en una gran comitiva a Invernalia para nombrar a su viejo amigo como su nueva Mano del Rey. Durante su estancia en Invernalia, Robert anuncia el compromiso de su primogénito Joffrey con Sansa Stark, la hija mayor de Lord Eddard. En la obra, los pensamientos de Eddard hacen denotar que Robert ya no es el mismo hombre que tomó el Trono de Hierro.
Eddard descubre el lamentable estado económico del reino y encuentra que Robert está rodeado de aduladores y advenedizos que no miran por el bien del reino; Robert tampoco se preocupa por los asuntos de Estado, prefiriendo las juergas y las prostitutas. El propio Robert le confiesa a Ned que sólo la visión de su hijo gobernando junto a su madre hace que evite que se marche como mercenario a las Ciudades Libres. La ruptura entre Robert y Ned se produce cuando este rechaza la orden de Robert de asesinar a Viserys y a Daenerys Targaryen. Ned renuncia a su cargo de Mano del Rey y se dispone a regresar a Invernalia, pero será atacado por Jaime Lannister después de que la esposa de Ned secuestrara a Tyrion Lannister. Robert renombró entonces a Ned como Mano diciendo que si lo volvía a rechazar nombraría a Jaime.
Robert parte de cacería al Bosque Real junto a su corte pero durante la misma bebe en abundancia y resulta malherido por un jabalí. El plan había sido orquestado por su esposa Cersei que convenció a Lancel Lannister, escudero de Robert, para que lo emborrachara. Las heridas de Robert son muy profundas y tiene que ser llevado en secreto de vuelta a Desembarco del Rey.
Robert se halla en su lecho de muerte donde es recibido por nobles y familiares. Tras estar a solas con Ned, Robert le dicta su testamento, donde nombra a Ned como Regente y Lord Protector hasta que Joffrey alcance la mayoría de edad. Horas después, Robert fallece. Su testamento no llegará a cumplirse, pues Cersei aúpa a Joffrey al trono nada más producirse la muerte de Robert y ordena arrestar a Ned, cuando este proclama que Joffrey y los demás hijos de Robert son bastardos sin derecho al trono.

## Adaptación televisiva

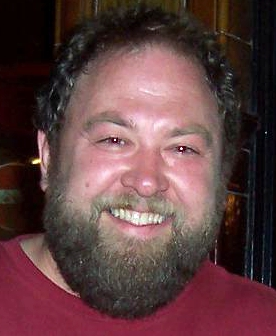
Mark Addy interpreta al rey Robert I Baratheon

El actor Mark Addy interpretó al rey Robert en la primera temporada de la serie.

### Primera temporada
Tras la muerte de Jon Arryn, el cargo de Mano del Rey queda vacante. El rey Robert decide nombrar al único hombre en quien cree confiar: su viejo amigo, Lord Eddard Stark (Sean Bean).
El rey Robert llega con una gran comitiva a Invernalia, donde se reencuentra con su viejo amigo Ned y con su familia. Robert, hombre de placeres mundanos y poco amante de la política, ha decidido que Ned sea su nueva Mano del Rey. Durante una visita a las criptas de Invernalia, en la que Robert muestra sus respetos a su difunta prometida, Lyanna Stark, le hace conocedor de su deseo a Ned. Este se muestra reticente, aunque además conoce que Robert quiere casar a su primogénito, el príncipe Joffrey (Jack Gleeson), con la hija mayor de Ned, Sansa Stark (Sophie Turner).

Nunca quise a mis hermanos. Es triste admitirlo, pero es así. Tú eres el hermano que escogí
Robert hablando con Ned Stark

Ned, que acepta el cargo, marcha al Sur con el rey. De camino, Robert le muestra un mensaje en el que se menciona que Daenerys Targaryen se ha casado con un Khal de los Dothraki. Robert teme que los Targaryen crucen el Mar Angosto con una horda Dothraki respaldándolos, a lo que Ned lo tranquiliza, afirmando que los Dothraki nunca cruzarán el océano. Mientras aún se hallaban de camino, el príncipe Joffrey tiene un encontronazo con Arya Stark (Maisie Williams), una hija de Ned. La reina Cersei Lannister (Lena Headey) afirma que la loba huargo de Arya atacó a Joffrey. Robert no sabe a quien creer, pero cuando Cersei demanda la cabeza de la huargo de Sansa en compensación, Robert se lava las manos en el asunto, pese a las súplicas de Ned.
En honor de la nueva Mano del Rey se celebra un fastuoso torneo. Robert está deseoso de participar, pese a los consejos de su esposa de que no lo haga. Ned tampoco se le recomienda, sabiendo que nadie en los Siete Reinos se atreverá a golpearle; resignado, Robert se limita a observar los combates.
El Consejo Privado se reúne: Daenerys Targaryen está embarazada. Robert demanda la cabeza de la muchacha y la de su hermano Viserys también. Todos sus consejeros están de acuerdo en eliminar a la muchacha, todos excepto Ned Stark. Este, que no quiere formar parte del asesinato de una niña y de su hijo nonato, renuncia a su cargo de Mano del Rey.
Ned, convaleciente después de ser atacado por Jaime Lannister, es restituido en el cargo de Mano del Rey por Robert, quien amenaza con dárselo a Jaime si vuelve a renunciar. Cersei demanda que Ned sea castigado por atacar a su hermano, a lo que Robert responde golpeándola. Robert afirma entonces que se marcha de cacería y deja a Ned la tarea de gobernar.
El hermano de Robert, Renly Baratheon (Gethin Anthony), llega con la noticia de que Robert está malherido. Ned lo visita en su lecho, donde comprueba que las heridas de Robert son mortales. Este, estando ebrio, fue herido por un jabalí durante la cacería (todo esto fue un plan orquestado por Cersei para provocar la muerte de Robert). El rey Robert decide redactar su testamento a Ned, en el cual lo nombra Regente de su hijo Joffrey hasta que este cumpla la mayoría de edad. Arrepentido de su conducta, le pide a Ned que cancele el plan de asesinar a Daenerys Targaryen. Poco después, se confirma que el rey Robert ha fallecido.